# Diego Paszkowski
Diego Paszkowski (Buenos Aires, 7 de febrero de 1966) es un escritor, periodista y compositor argentino ganador del premio La Nación en 1998 por su novela Tesis sobre un homicidio, la cual fue adaptada al cine por el director Hernán Goldfrid y protagonizada por Ricardo Darín.

## Literatura

### Novelas
Paszkowski es autor de cuatro novelas: Tesis sobre un homicidio (1998), El otro Gómez (2001), Alrededor de Lorena (2006) y Rosen (2013).

#### Tesis sobre un homicidio
La mayor repercusión de su carrera se la dio su primera novela Tesis sobre un homicidio. Con la misma se adjudicó el Premio La Nación Novela de 1998, además de un resurgimiento a la escena en 2013 cuando el director Hernán Goldfrid la adaptó con gran éxito al cine. Si bien el autor confesó no haber escrito su obra para un público masivo, el libro no tardó mucho en convertirse en éxito de ventas y en ser traducido al francés, italiano y al portugués.

### Infantiles
Paszkowski ha incursionado en la literatura infantil con sus libros El día que los animales quisieron comer otra cosa (2009), Te espero en Sofía (2013), La Puerta Secreta (2016), Donovan (2019) y Un mundo nuevo (2020).

## Otras ocupaciones

### Música
Compuso el tema "Estoy aquí", musicalizado por Alejandro Devries e interpretado por Sandra Mihanovich en su disco "Vuelvo a estar con vos".

### Taller Literario
Desde el año 1997 coordina un taller literario en el Centro Cultural Ricardo Rojas, dependiente de la Universidad de Buenos Aires, en el cual acerca a jóvenes a la escritura a través de técnicas, lecturas y ejercicios que relacionan la literatura con la plástica, la música y el teatro. Al finalizar el taller, suele publicar una antología con las mejores obras de sus alumnos.

## Premios
- Premio La Nación Novela (1998)
- Premio Antonio Machado de Cuento - 2.º puesto (2008)